# Keidelheim
Keidelheim település Németországban, Rajna-vidék-Pfalz tartományban. Lakosainak száma 336 fő (2023. december 31.). Keidelheim Külz és Kümbdchen községekkel határos.

## Népesség
A település népességének változása:
| Lakosok száma | 186  | 322  | 327  | 331  | 330  | 336  |
|               | 1975 | 2017 | 2019 | 2021 | 2022 | 2023 |